# Johann Dominik zu Salm-Kyrburg
Johann XI. Dominik Albert Fürst zu Salm-Kyrburg, auch Johann Dominik zu Salm-Neufville-Leuze (* 26. Juli 1708; † 2. Juni 1778 in Kirn), war der 1. Fürst von Salm-Kyrburg und als solcher ein Reichsfürst im Heiligen Römischen Reich.

## Leben
Johann Dominik, Spross der obersalmischen Linie des Adelsgeschlechts Salm, war ein Enkel des Generals Karl Florentin zu Salm sowie Erstgeborener von zwei Söhnen des Wild- und Rheingrafen Heinrich Gabriel zu Salm-Kyrburg (auch Salm-Leuze, 1674–1716) und der Marie Thérèse de Croÿ (1678–1713), der Tochter des Philippe François Albert de Croÿ, marquis de Warneck (1645–1710). Er selbst blieb unvermählt.
Am 21. Februar 1743 wurde er neben seinem jüngeren, das Geschlecht fortpflanzenden Bruder Philipp Joseph, mit dem er die Herrschaft über die ererbten und erheirateten Territorien gemeinsam ausübte, von Kaiser Karl VII. in den Reichsfürstenstand erhoben. Auf dem Reichstag zu Regensburg teilten sich die Brüder – alternierend mit ihrem Cousin Nikolaus Leopold zu Salm-Salm – ab 1738 die salmische Virilstimme im Reichsfürstenrat, die nach der 1623 erfolgten Fürstung Philipp Ottos zu Salm seit 1654 bestand.
Mit Nikolaus Leopold zu Salm-Salm, den dessen Schwiegervater Ludwig Otto zu Salm zunächst zum Erben seiner Territorien bestimmt hatte, einigten sich die Brüder 1744 vertraglich auf eine Teilung dieser Erbmasse, wonach Nikolaus Leopold die Grafschaft Salm in den Vogesen und die Herrschaft Vinstingen erhielt, sie selbst das Oberamt Kyrburg. Diese Teilung führte zur Entstehung der Linien Salm-Salm und Salm-Kyrburg. Namensgebend für Letztere war die Kyrburg, die letzte befestigte Burg an der Nahe, die 1734 im Zuge des Polnischen Thronfolgekriegs von französischem Militär zerstört wurde, ehe die vom Fürsten zu Salm erwirkte Gegen-Ordre Ludwigs XV. eintraf.
Nachdem Johann Dominik viele Jahre am Wiener Hof gelebt hatte, wo er dem Glücksspiel verfallen gewesen sein soll, zog er sich um 1750 nach Kirn zurück. Dort erwarb er sich durch sparsames und tüchtiges Wirtschaften einen guten Ruf. Er trug die Landesschulden ab, die auf 120.000 Gulden angelaufen waren. Der Verkauf niederländischer Besitzungen brachte ihm 123.000 Gulden ein. 1759 siedelte er die Piaristen an. Außerdem begann er nach Plänen des von ihm berufenen Hofbaumeisters Johann Thomas Petry ein anspruchsvolles Bauprogramm, insbesondere für Kirn, das sich zu einer beschaulichen barocken Residenz entwickeln sollte. Von 1760 bis 1765 entstand die Regierungskanzlei, etwa 1764 ein Garnisonsgebäude in der Kyrburg, von 1769 bis 1771 die Fürstliche Kellerei. 1764 kaufte er den Herren von Sickingen den Ort Sien ab und errichtete dort bis 1771 einen Schlossbau.